# 準正
準正係指非婚生子女之生父母結婚，法律上將非婚生子女視為婚生子女者，也就是若子女出生時，母親並未與生父締結婚姻關係，但嗣後生母與生父結婚，則子女在法律上即視為生父之婚生子女。準正與認領都是使非婚生子女，取得與其生父之婚生子女法律地位之方法。不過該名子女必須由生父受胎(也就是具有真實血緣連繫)，生父與生母所締結之婚姻也須為有效之婚姻，僅僅是形式上有戶籍之登記卻未具備前述要件，仍然不發生實體上準正之效果。
立法上係參考中國過去習慣，正妻過世後，妾或其他女子若生下男子，而夫願使其扶正，其子即取得嫡子身分，使本為非婚生子也能取得婚生子女之身分，也被認為係兼顧婚姻正式性及保護非婚生子女之便宜性作法。

## 要件
中華民國民法第1064條規定：「非婚生子女，其生父與生母結婚者，視為婚生子女。」，故須具備如下要件：
1. 須血統上有父母子女之血緣關連
2. 須生父與生母合法結婚
3. 須被準正者為非婚生子女